# 杨公骥
杨公骥（1921年1月16日—1989年6月7日），原名正午，学名振华，后改公忌，又改公骥，河北正定人，中国文学史家，东北师范大学教授，吉林省社会科学院原副院长。